# المرأة في القوات المسلحة الأمريكية

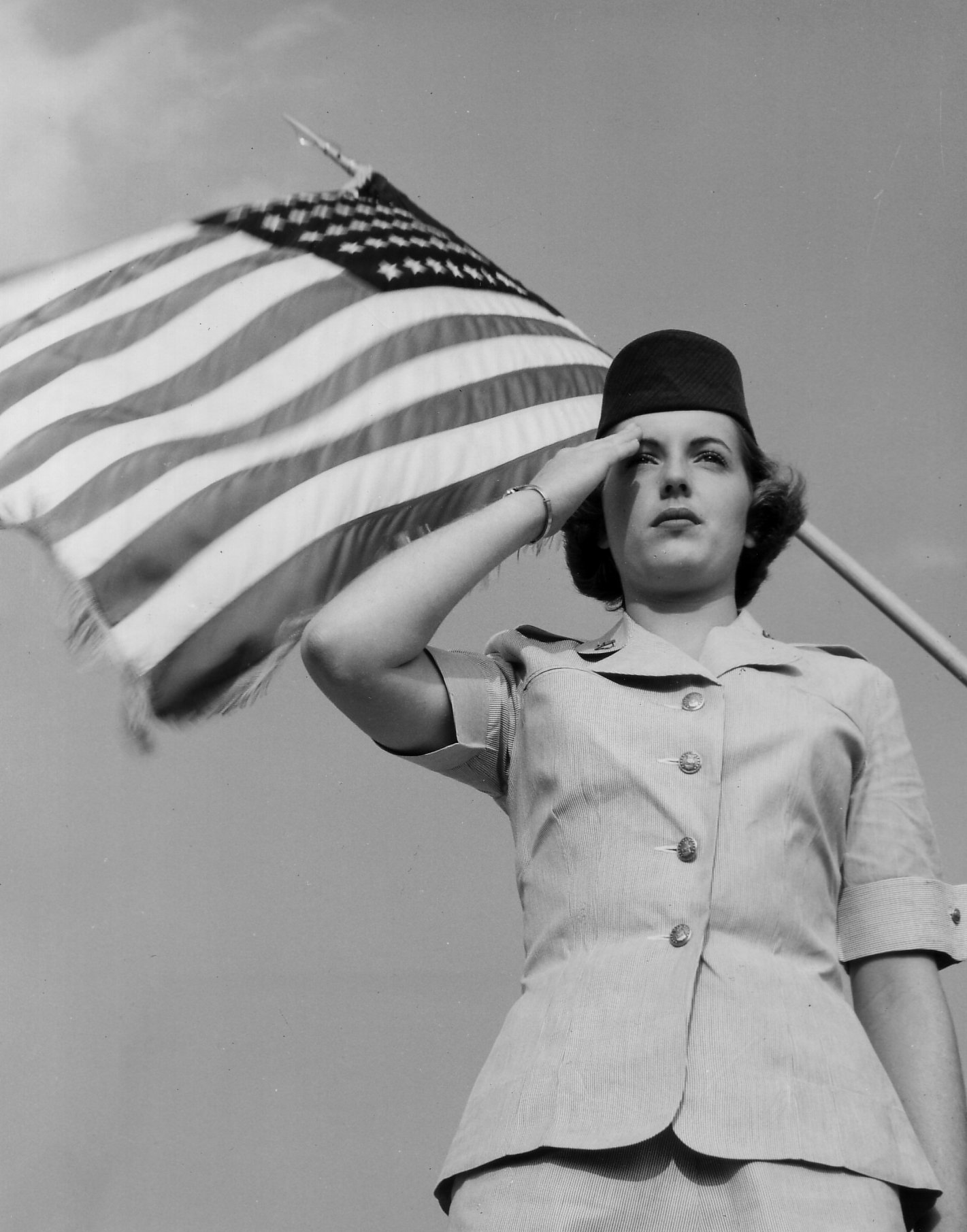
ضابط مرشح من واف تحيي العلم الأمريكي، قاعدة لاكلاند الجوية بولاية تكساس. نوفمبر 1952.

المرأة في القوات المسلحة الأمريكية إن المرأة العسكرية الأمريكية من أكثر نساء حلف شمال الأطلسي مساهمة في القوات المسلحة وفي الدفاع الوطني، فقد أصبحت عنصراً ضرورياً حيث لايمكن نشر أية قوات بدون مشاركتها، وتعتبر دول حلف شمال الأطلسي خدمة المرأة في الجيش لدى غالبيتها من الامور البديهية. شاركت المرأة في القوات المسلحة الأمريكية في كل نزاع رئيسي أثناء القرن العشرين الميلادي. وقد زاد تجنيد النساء بعد عام 1973م عندما انتهت خدمة الرجال الإلزامية بعد انسحاب القوات الأمريكية من فيتنام، وأصبحت كل القوات المسلحة الأمريكية من المتطوعين. ومن أجل إعطاء الفرص للجميع، شرعت السلطات الأمريكية في فتح عدد كبير من الوظائف للنساء. يوجد الآن حوالي 230,000 امرأة عاملة أي حوالي 11% من مجموع القوات المسلحة. كما أن المرأة تشكل 20% من احتياطى الجيش الأمريكي و6% من الحرس الوطني. وعلى الرغم من أن الدستور الأمريكي ينص على عدم مشاركة المرأة في القتال؛ فإن كثيرًا من النساء قد خدمن في الوحدات الأمامية، وبالتالي شاركن في القتال المباشر.
عملت المرأة في تنظيمات مستقلة داخل القوات المسلحة الأمريكية أثناء الحرب العالمية الثانية (1939- 1945م). أما النساء في القوات البحرية، فقد اشتهرن بالنساء اللائي قُبِلْن في الخدمة الطارئة التطوعية. التحقت المرأة العاملة في الجيش بسلاح احتياطي الجيش، وقد ُأعيدت تسميته مؤخرًا بسلاح جيش المرأة. أنشأت القوات الجوية جناح طياري خدمة القوات الجوية النسائي. وفي عام 1948م، أُقر حق المرأة لتكون بمثابة عضو له حقوق متساوية في كل من القوات المسلحة النظامية والاحتياطية. وتستطيع المرأة اليوم الوصول إلى أعلى الرتب وتتلقى نفس راتب الرجال. وفيما عدا مشاركتها في القتال الحقيقي، فإنها تقاسم الرجل الواجبات والمسئوليات نفسها. أن برامج الإرشاد والدفاع عن خدمة المرأة في الجيش يهدف لإقناع المجتمع الأمريكي بأن الخدمة العسكرية هي مهنة شريفة وكريمة لبناتهم والتأكيد على الثوابت بأن خدمتها في الجيش يعطيها قيمة اجتماعية عالية في المجتمع الأمريكي، حيث بدأت مشاركتها في الحرب العالمية الثانية إذ تطوعت أكثر من (150) الف امرأة للعمل في القوات المسلحة بمهنة التمريض وعمل بعضهن في ألمانيا واليابان، وفي ضل تشجيع الفتيات على العمل في الجيش ترك لها الخيار بالبقاء أو ترك الجيش في حالة زواجها، وإمكانية الاستغناء عن خدماتها في حالة وجود أطفال صغار إذا رغبت بذلك (بيلافر، 2001). وفي عام 1972 تم إلغاء الخدمة الإلزامية للمرأة وذلك في عهد الرئيس الأمريكي نيكسون حيث تم العمل بنظام الخدمة التطوعية لمن ترغب وصادق الكونغرس على عدم التفريق بين الرجال والإناث ومساواتهم في الحقوق والواجبات. أما المرحلة الجديدة من مراحل تطور عمل المرأة في القوات الأمريكية كان في حرب الخليج حيث تم نشر أكثر من (40000) (WOMAN IN COMBAT) أمرأة عسكرية في القوات الأمريكية حيث تعتبر حرب الخليج صورة واقعية عملت فيها المرأة العسكرية جنبا إلى جنب مع الرجل وتعرضت ما تعرض له الرجل من ضغوطات الحرب وانعكاسها النفسية ومن خلال ذلك يتبين أن هنالك بعض السلبيات والايجابيات لعمل المرأة في القوات الأمريكية وهي صعوبة إقناع المجتمع الأمريكي في انخراط المرأة في القوات المسلحة ناتج عن إثارة العديد من المشاكل في بداية تجنيدها لعدم مراعاة التكوين النفسي والجسدي للفتاة وعدم مقدرتها على العمل العسكري.
-	حدوث الكثير من المفاسد الاخلاقية والاجتماعية التي يشهدها واقع المرأة في أمريكيا. 
-	من ايجابيات عمل المرأة في القوات الأمريكية هو الخدمة الإلزامية والعمل بنظام الخدمة التطوعي حيث أدى إلى زيادة نسبة المرأة العسكرية في القوات المسلحة.
-	الرغبة في استخدام الفتاة الأمريكية للعمل في المجالات الإدارية والمكتبية أدى إلى تزايد أعداد الفتيات في الجيش الأمريكي.